# 军人银行 (泰国)
TMB銀行，原名泰軍人銀行（英文：TMB Bank Public Company Ltd），是泰国国防部在1956年10月所创办的银行，曾是泰國第六大银行。总部在曼谷乍都节区拍凤裕庭路，全泰国有370個分支機構。

## 歷史
1956年10月，泰國國防部為了給部隊發餉而成立這間銀行。
2000年，泰銖危機，公部門資金援助與接受泰國人壽保險的出資。
2004年，新加坡系的DBS-大泰銀行(DBS Thai Danu Bank)與泰國政府系的産業金融公社（IFCT）將這間銀行進行統合。
2019年9月，TMB银行和泰納昌銀行（TACP）將會在2021年内完成合併成泰国第6大商业银行，新公司將擁有1000萬名客戶，員工19000人，912間分行，總資產2萬億泰銖（659億美元）